# الجدار (برنامج مسابقات)
جدار الملايين أو «ذا وول» (بالإنجليزية: The Wall) هو برنامج مسابقات مالية تلفزيوني أمريكي يُعرض على هيئة الإذاعة الوطنية ويقدمه كريس هاردويك وهو مخرج تنفيذي للبرنامج مع كل من لاعب كرة السلة ليبرون جيمس ومافريك كارتر وأندرو غلاسمان. وصدر عن البرنامج عدد من النسخ حول العالم منها في تايلند وعدة بلدان بأمركيا الجنوبية وروسيا ورومانيا وبولندا وإندونيسيا والمجر وإسرائيل وأستراليا وكندا وبلجيكا وفرنسا وألمانيا وإيطاليا كما بدأ عرضه في منطقة الشرق الأوسط وشمال أفريقيا عام 2018 على قناة ام بي سي 1 ويعاد على قنوات ام بي سي مصر من تقديم نجم اليوتيوب محمد سال.

## الفكرة
البرنامج تدور فكرته حول فريق واحد مكون من فردان ينتميان لعائلة واحدة يقومان بالإجابة على عدد من الأسئلة حيث يمنح البرنامج للمتسابقين جوائز مالية كبيرة من خلال جدار وأرقام مالية وكرات يتغير لونها بتغير المرحلة وكل إجابة صحيحة يحققها الفريق تتحول إلى كرات خضراء بينما في حالة الإجابة الخاطئة على أحد الأسئلة تتحول الكرات إلى اللون الأحمر وتقل فرص الربح.
وفي نهاية البرنامج يضع الحظ بصمته.

## النسخ العالمية
| البلد             | العنوان الأصلي                       | المقدم                        | القناة          | تاريخ أول بث                    |
| ----------------- | ------------------------------------ | ----------------------------- | --------------- | ------------------------------- |
| العالم العربي     | الجدار                               | محمد سال                      | إم بي سي 1      | 14 فبراير 2018 – الآن           |
| الأرجنتين         | The Wall: Construye tu vida          | مارلي                         | Telefe          | 1 أكتوبر 2017 – الآن            |
| أستراليا          | The Wall                             | آكسل وايتهيد                  | شبكة سيفن       | 30 أكتوبر 2017 – 19 نوفمبر 2017 |
| بلجيكا ( فلاندرز) | The Wall: De muur die geeft en neemt | نيلز ديستادسبادر              | VTM             | 4 سبتمبر 2017 – الآن            |
| البرازيل          | The Wall (part of Caldeirão do Huck) | لوسيانو هوكيه                 | ري دو غلوبو     | 10 مارس 2018 – الآن             |
| كولومبيا          | The Wall                             | آندريا سيرنا                  | تلفزيون كاراكول | 30 يناير 2018 – 26 فبراير 2018  |
| كندا ( كيبك)      | Face au Mur                          | ماريبيير مورين                | TVA             | 18 يناير 2018 – الآن            |
| تشيلي             | The Wall                             | رافائيل أرانيدا ماتورانا      | Chilevisión     | 20 يونيو 2018 - الآن            |
| فرنسا             | The Wall : Face au mur               | كريستوف ديشافان               | تي أف 1         | 27 فبراير 2017 – الآن           |
| ألمانيا           | The Wall                             | فرانك بوشمان                  | آر تي إل        | 1 يوليو 2017 – الآن             |
| المجر             | A Fal                                | بالاش شاباشتين                | RTL Klub        | 19 نوفمبر 2017 – 23 مارس 2018   |
| إندونيسيا         | The Wall Indonesia                   | ديدي كوربزيير                 | RCTI            | 2018                            |
| إسرائيل           | The Wall                             | زفيكا هدار                    | Reshet 13       | 5 فبراير 2018 – الآن            |
| إيطاليا           | The Wall                             | جيري سكوتي                    | القناة 5        | 20 نوفمبر 2017 – الآن           |
| بولندا            | The Wall. Wygraj marzenia            | بافو أورليانسكي               | TVP 1           | 22 سبتمبر 2017 – الآن           |
| رومانيا           | The Wall – Marele Zid                | فالينتين بوتنارو              | آنتينا 1        | 13 سبتمبر 2017 – الآن           |
| روسيا             | Стена                                | آندريه مالاخوف                | روسيا 1         | 22 أكتوبر 2017 – الآن           |
| إسبانيا           | The Wall: Cambia tu vida             | كارلوس سوبيرا                 | تيليسينكو       | 23 يونيو 2017 – 8 سبتمبر 2017   |
| تايلند            | The Wall กำแพงพลิกชีวิต                 | فوثيثورن "وودي" ميلينتاتشيندا | One31           | 6 يناير 2018 – الآن             |
| الأوروغواي        | The Wall: Cumplí tu Sueño            | رافاييل كوتيلو                | القناة 10       | 2018                            |

## وصلات خارجية
- الجدار على موقع IMDb (الإنجليزية)
- الجدار على موقع قاعدة بيانات الفيلم (الإنجليزية)

- الموقع الرسمي (النسخة العربية)
- برنامج الجدار - كواليس